# コスモス613号
コスモス613号（ロシア語: Космос 613）は1973年11月30日に打ち上げられたソユーズ宇宙船の無人試験機。
宇宙ステーションにドッキングした状態での長期運用に備えたソユーズの長期軌道上貯蔵試験だった。

## ミッション情報
- 種類: ソユーズ7K-T
- 重量: 6800 kg
- クルー: なし
- 打上げ:  1973年11月30日
- 帰還: 1974年1月29日